# Säker digital kommunikation
Säker digital kommunikation (SDK) är en svensk federativ infrastruktur för säkert digitalt informationsutbyte mellan offentliga aktörer och privata utförare med offentligt finansierade uppdrag. Infrastrukturen tillhandahålls av Myndigheten för digital förvaltning (Digg) och möjliggör digital överföring av känslig och sekretessbelagd information på ett standardiserat, säkert och spårbart sätt.

## Historia
SDK utvecklades ursprungligen av Sveriges Kommuner och Regioner (SKR) tillsammans med Inera AB som ett svar på behovet av säkrare digital kommunikation inom offentlig sektor. I april 2024 tog Digg över som federationsägare med uppdrag att vidareutveckla och förvalta infrastrukturen.
Infrastrukturen bygger på EU:s eDelivery-standard som är framtagen inom EU-kommissionens program Connecting Europe Facility (CEF).

## Teknisk struktur
Infrastrukturen bygger på en fyrhörningsmodell där meddelanden aldrig utbyts direkt mellan avsändare och mottagare utan via accesspunkter. Systemet består av följande komponenter:

### Lokala komponenter
Accesspunkt – för kommunikation med andra organisationer
Meddelandetjänst – för hantering av kryptering och validering
Meddelandeklient – för att skicka och ta emot meddelanden

### Gemensamma komponenter
SDK Adressbok – ett centralt register över anslutna organisationers funktionsadresser (utvecklas och underhålls av DIGG)
Certifikatspubliceringstjänst – för hantering av krypteringscertifikat, lokaliserad i SMP
Service Metadata Publisher (SMP) – för teknisk metadata
Service Metadata Locator (SML) – för att hitta adresser till deltagare

## Säkerhet
SDK är dimensionerad för att hantera information med skyddsnivå "allvarlig" enligt MSB:s klassificeringsmodell. Detta innebär att systemet kan hantera sekretessbelagd information som innehåller integritetskänsliga och känsliga personuppgifter. Information som omfattas av säkerhetsskyddslagen får dock inte hanteras i systemet.
Säkerheten uppnås genom:
- Stark autentisering av användare
- Kryptering av meddelanden
- Spårbarhet genom hela kedjan
- Standardiserade säkerhetsprotokoll
- Kontrollerad behörighetstilldelning

Infrastrukturen har ett tillgänglighetskrav på 99,5% dygnet runt.

## Användningsområden

### Primära användningsområden
SDK används initialt främst inom verksamheter som hanterar känsliga personuppgifter och sekretessbelagd information:
Socialtjänst – För hantering av orosanmälningar, ekonomiskt bistånd och andra sociala ärenden mellan kommuner och myndigheter
Hälso- och sjukvård – För utbyte av vårdplaner, remisser och patientinformation mellan vårdgivare
Arbetsmarknad – För kommunikation kring arbetsmarknadsinsatser och bedömningar av arbetsförmåga
Kommunal verksamhet – För säker kommunikation mellan kommunala förvaltningar och andra myndigheter

### Utökade användningsområden
SDK:s infrastruktur är designad för att kunna omfatta hela den offentliga sektorn och dess samarbetspartners. Potentiella framtida användningsområden inkluderar:
Rättsväsendet – För säker kommunikation mellan domstolar, åklagarmyndigheter och andra rättsvårdande myndigheter
Utbildningssektorn – För hantering av känslig elevdokumentation och samverkan mellan skolor och andra myndigheter
Miljö- och samhällsbyggnad – För säker hantering av bygglovsärenden och miljötillstånd
Statliga myndigheter – För generell myndighetssamverkan och informationsutbyte
Kommunala bolag – För integration av kommunägda bolag i den säkra kommunikationsinfrastrukturen
Expansionen av användningsområden sker stegvis för att säkerställa en kontrollerad och säker implementering i nya verksamheter.

## Anslutning
Anslutning till SDK står öppen för:
Statliga myndigheter
Kommuner och regioner
Kommunalförbund
Privata utförare med offentligt finansierade uppdrag

## Samhällsnytta
Enligt Diggs beräkningar kan SDK spara cirka 1 620 miljoner kronor per år för offentlig sektor, motsvarande omkring 3 500 årsarbetskrafter.